# Абак

Реконструкция римского абака

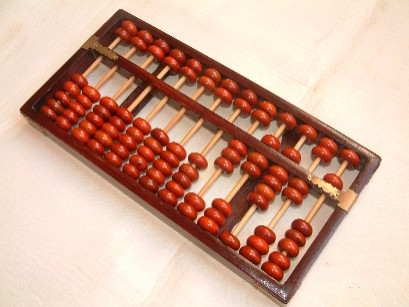
Китайский абак суаньпань

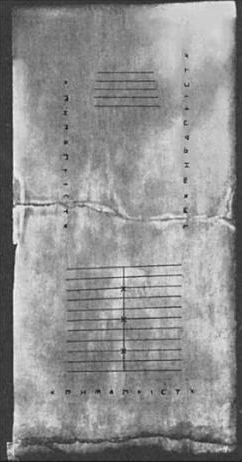
Ранняя фотография Саламинской таблички, 1899 год. Оригинал сделан из мрамора и хранится в Национальном музее эпиграфики в Афинах.

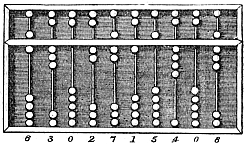
Китайский абак суаньпань (число, представленное на картинке, — 6 302 715 408)

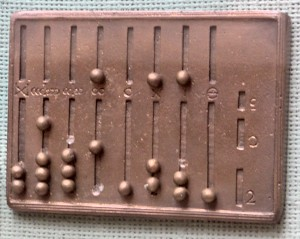
Копия римского абака

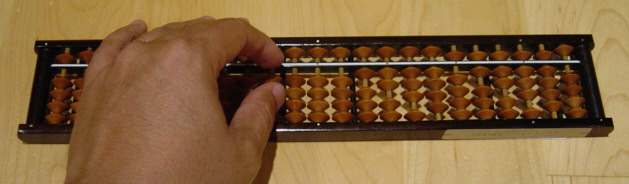
Японский соробан

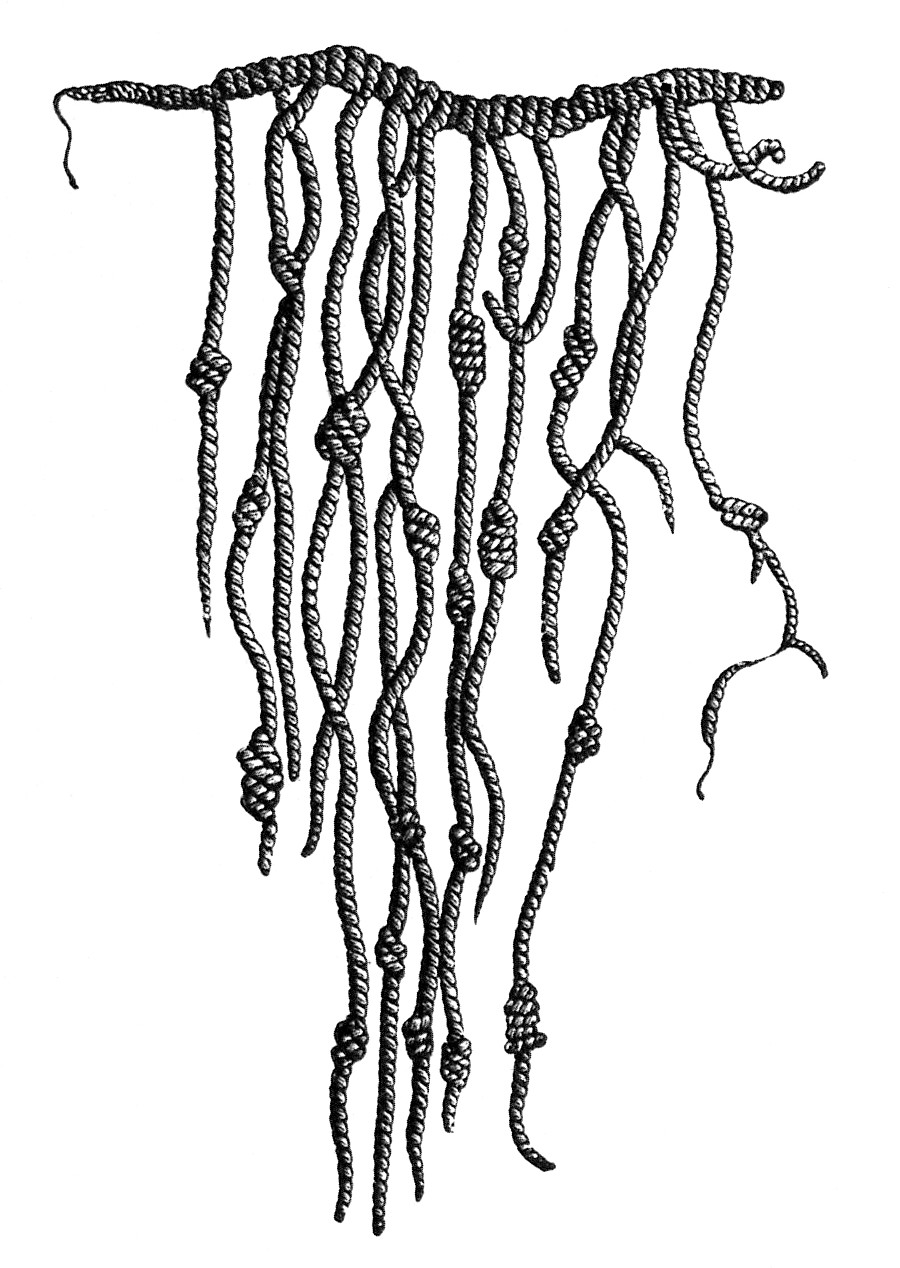
Изображение кипу инков

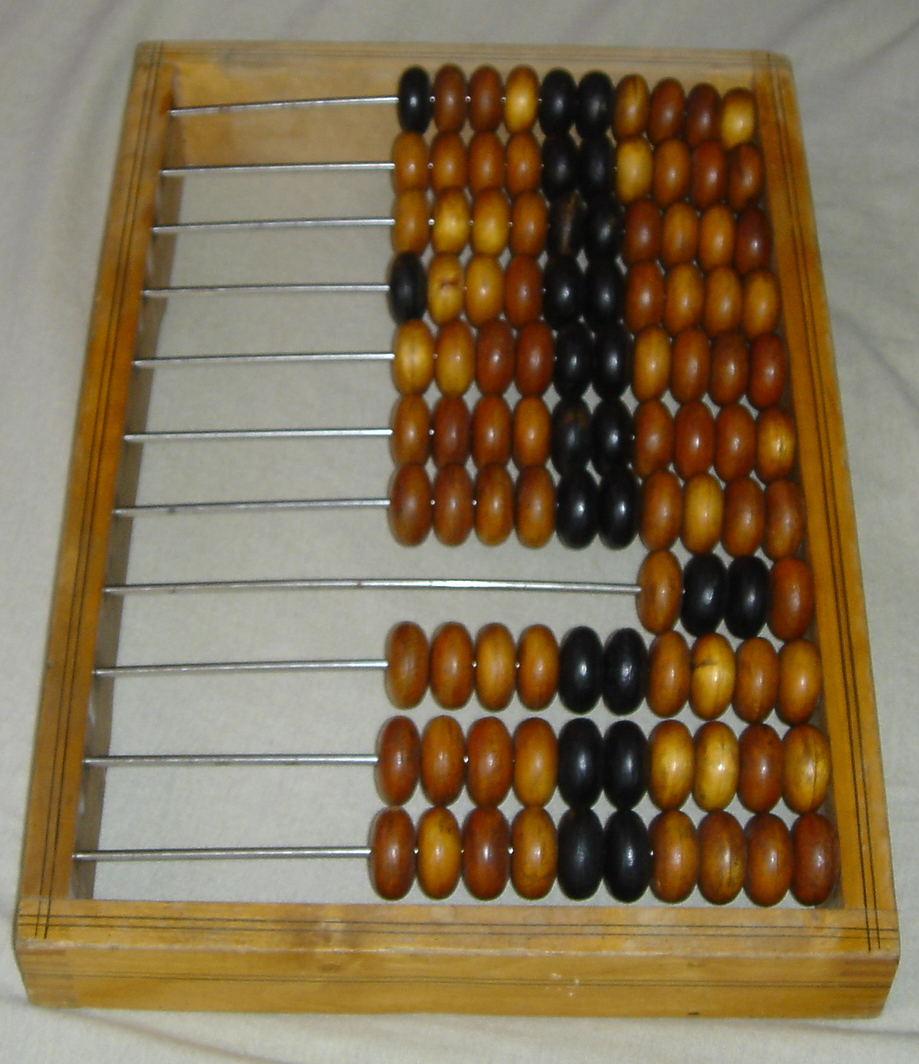
Русские счёты

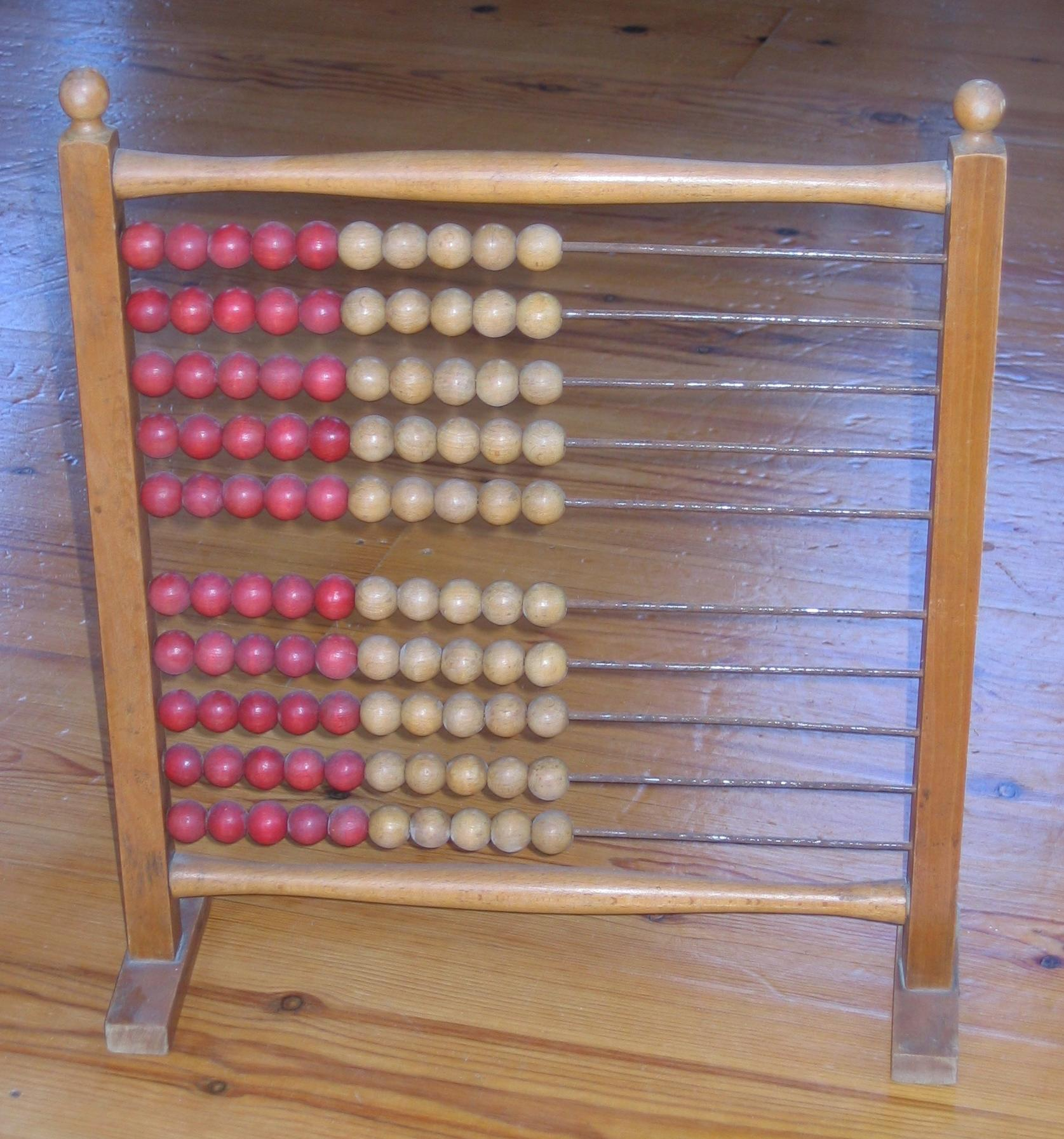
Абак начала XX века, используемый в датской начальной школе.

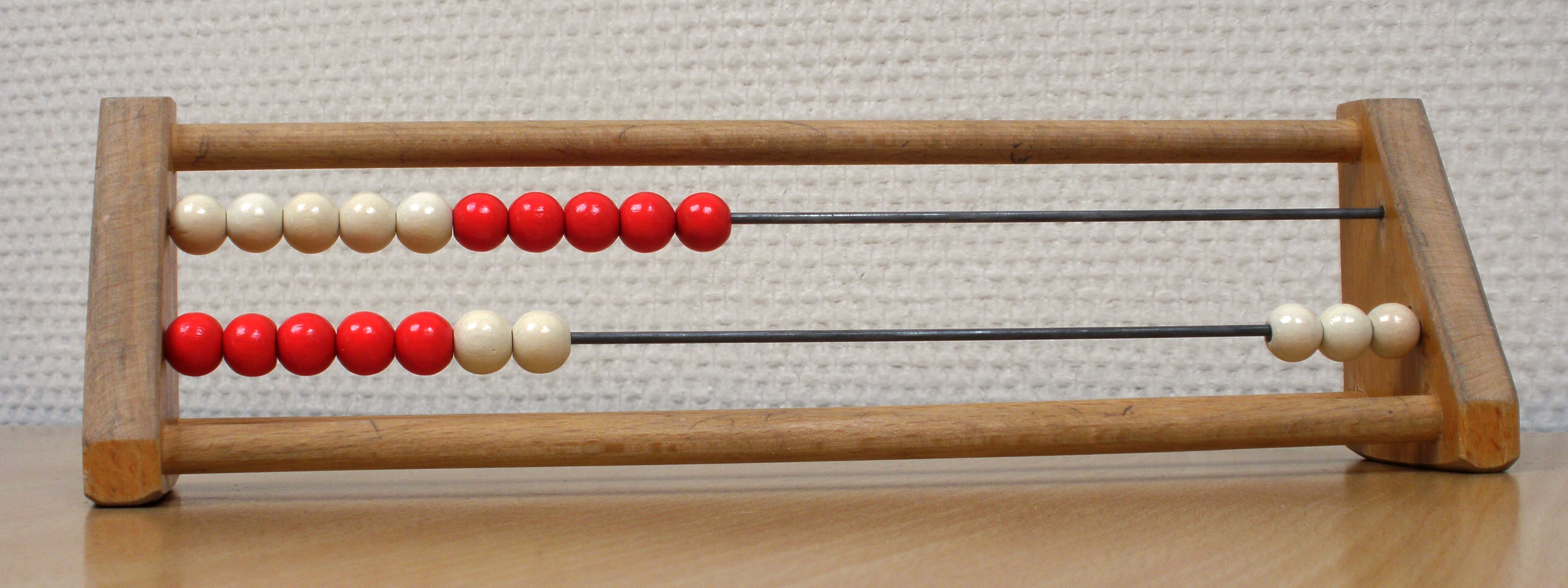
Двадцать бусин рекенрек

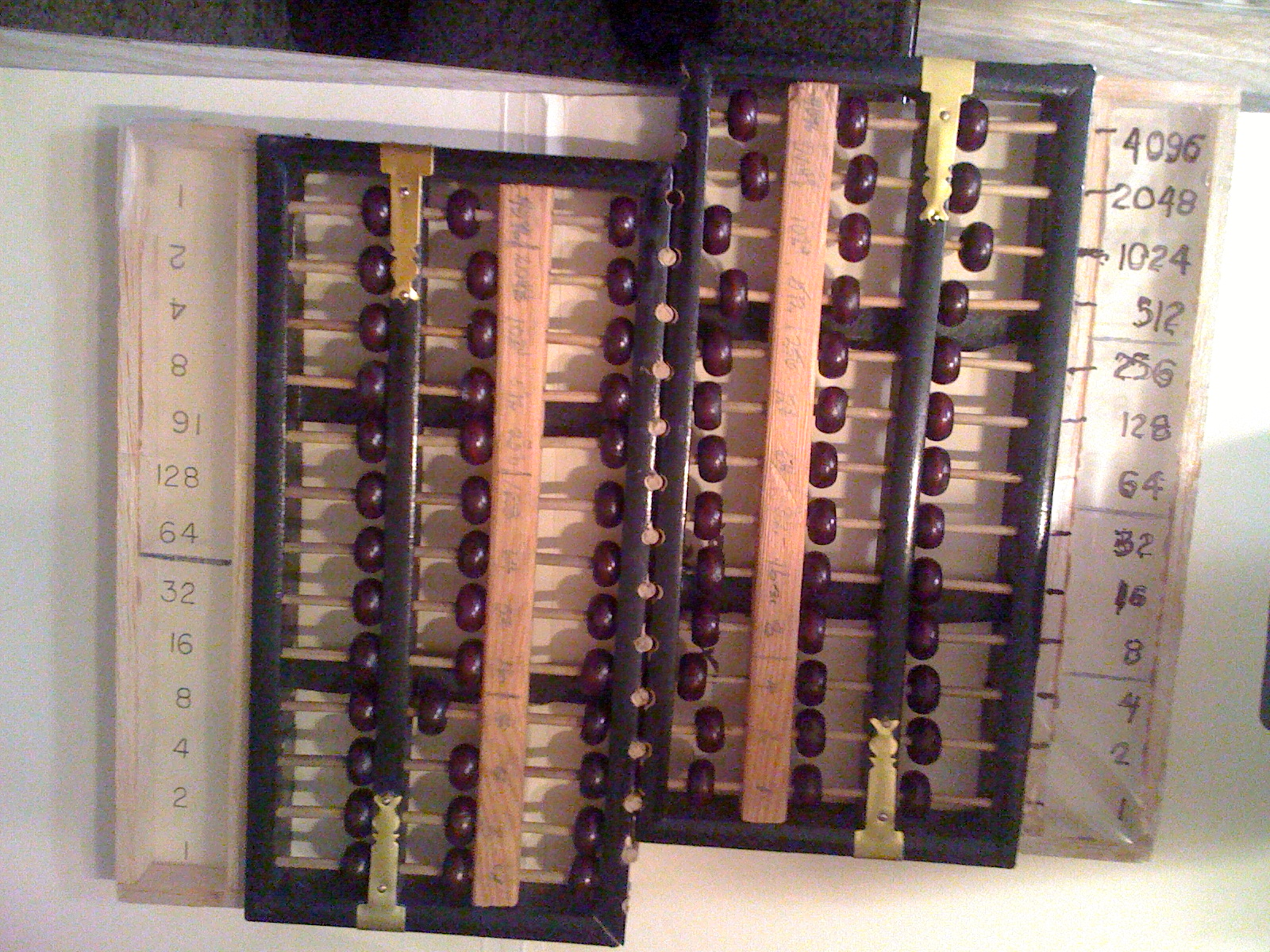
Два бинарных абака, построенных доктором Робертом К. Гудом-младшим из двух китайских абаков.

Аба́к (др.-греч. ἄβαξ, ἀβάκιον, лат. abacus) — семейство счётных досок, применявшихся для арифметических вычислений со времён древности (в Древней Греции, Древнем Риме, Древнем Китае и ряде других) и в Западной Европе, например, до XVIII века. Время и место появление абака неизвестно. Пользователь абака называется абакистом.
Также абаком называется сетчатая номограмма для решения уравнений. Декартов абак состоит из семейства кривых в декартовой системе координат, позволяющего находить по двум из трёх значений x, y, z третье. Декартов абак — частный случай абака Макасо.
Общие принципы инструментов типа абака — разделение линиями на полосы, осуществление счёта с помощью размещённых на полосах камней или других подобных предметов. Камешек для греческого абака назывался псифос; от этого слова было произведено название для счёта — псифофория, «раскладывание камешков» (например, заглавие книги об индийской арифметике Максима Плануда, умершего в 1310 году — «Псифофория индийцев»). Среди применяющихся в современности вариантов абака — русские счёты и японский соробан.
Хотя сегодня многие используют калькуляторы и компьютеры вместо счетов, в некоторых странах они всё ещё широко распространены. Продавцы, торговцы и служащие в некоторых частях Восточной Европы, России, Китая и Африки используют в своей работе счёты; они всё ещё используются для обучения арифметике детей.

## Этимология
Латинское слово abacus произошло от греческого ἄβαξ (абакс), что означает что-то без основы и неправильно, либо кусочек прямоугольной доски или планка. В качестве альтернативы, без ссылки на древние тексты по этимологии, было высказано предположение, что это означает «квадратная табличка, усыпанная пылью», или «доска для рисования, покрытая пылью (для использования в математике)» (точная форма латыни, возможно, отражает родительную форму греческого слова, ἄβακoς абакос). Принимая во внимание, что «табличка, усыпанная пылью» популярна, есть те, которые не доверяют этому предположению вообще и фактически утверждают, что это не доказано. Сам греческий ἄβαξ, вероятно, является заимствованием из северо-западного семитского языка, возможно, финикийского, и ассоциируется с еврейским словом bābāq (אבק) или «пыль» (в пост-библейском смысле означает «песок, используемый в качестве поверхности для письма»).

## Абак в различных регионах

### Древний Вавилон и Египет
Впервые абак появился, вероятно, в Древнем Вавилоне в III тысячелетии до н. э. Первоначально представлял собой доску, разграфлённую на полосы или со сделанными углублениями. Счётные метки (камешки, косточки) передвигались по линиям или углублениям. В V в. до н. э. в Египте вместо линий и углублений стали использовать палочки и проволоку с нанизанными камешками.

### Древняя Индия
Абаком пользовались и народы Индии. Арабы знакомились с абаком у подчинённых ими народов. В заглавиях многих арабских руководств по арифметике фигурируют слова от корня «пыль».

### Западная Европа, VIII—X века
У восточных арабов, как и у индийцев, абак был скоро вытеснен индийской нумерацией, но он крепко держался у западных арабов, захвативших в конце VIII века и Испанию. В X веке здесь познакомился со счётом на абаке французский монах Герберт Аврилакский, написавший об этом книгу (980—982) и пропагандировавший сам и через своих учеников употребление абака. Вместо камешков при счёте на абаке употреблялись и жетоны с начертанными на них числовыми знаками, или римскими цифрами, или особыми числовыми знаками — апексами. Апексы Герберта по форме близки к цифрам гобар западных арабов. Апексы Герберта и его 27-колонный абак, предмет удивления его современников (воспроизведены в реставрированном виде по различным рукописям профессором Н. М. Бубновым, профессором истории Киевского университета, начало XX века). Усилиями многочисленных учеников и последователей Герберта и благодаря его влиянию как папы римского (Сильвестра II, 999—1003) абак получил широкое распространение в Европе. Следы этого распространения удержались, между прочим, в различных языках. Английский глагол to checker, или chequer, означает графить — словом от этого же корня называется клетчатая материя, the cheque, или check — банковый чек, exchequer — казначейство. Последний термин происходит от того, что в банке расчёты велись на абаке, основа которого заключалась в разграфлённой доске. Английское государственное казначейство до последнего времени называлось Палатой шахматной доски — по клетчатому сукну, которым был покрыт стол заседаний. Клетчатая скатерть служила абаком при вычислениях. Возникшая в XII веке Палата шахматной доски была верховным финансовым управлением и высшим судом по финансовым вопросам до 1873 года.
В Западной Европе абак применялся до XVIII века. В Средние века сторонники производства арифметических вычислений исключительно при помощи абака — абацисты — в течение нескольких столетий вели ожесточённую борьбу с алгоритмиками — приверженцами возникших тогда методов алгоритмизации арифметических действий.

### Мезоамерика, X век
Ацтекские счёты возникли приблизительно в X веке и изготавливались из зёрен кукурузы, нанизанных на струны, установленные в деревянной раме.

### Центральные Анды, XVI век
В Империи инков применялось счётное устройство юпана (в паре с кипу), имевшая разновидности: арифметическая юпана, геоюпана и др. В юпане, по-видимому, использовалась фибоначчиева система счисления.

### Дальний Восток
В странах Востока распространены китайский аналог абака — суаньпань и японский — соробан. Конструкции принципиально аналогичны, используют десятичную систему счисления, хотя японский вариант несколько экономичнее (в китайском, как и в русских счётах, используются «лишние» с точки зрения математики косточки). Для китайского и японского абака существует скрупулёзно разработанный набор алгоритмов, позволяющих механически (то есть не занимаясь дополнительными вычислениями в уме или на бумаге) выполнять все четыре арифметических действия и даже извлекать квадратные и кубические корни.
Японский соробан по сей день активно применяется, несмотря на повсеместное распространение электронных калькуляторов. В Японии использование соробана является элементом школьной программы обучения счёту в младших классах. Также в Японии и странах, имеющих значительную японскую диаспору, счёт на соробане популярен как вид развлечения или своеобразный спорт.

### Россия
Десятичный абак, или русские счёты, в которых используется десятичная система счисления и возможность оперировать четвертями, десятыми и сотыми дробными долями появились в России на рубеже XV — XVI веков и активно применялись в торговле вплоть до последнего десятилетия XX века. От классического абака счёты отличаются увеличением разрядности каждого числового ряда и конструкцией. Ещё одна характерная особенность русских счёт — специально выделенный разряд для счёта в четвертях. С момента своего возникновения счёты практически не изменились.
С появлением дешёвых электронных калькуляторов счёты практически полностью вышли из употребления. Ещё раньше, в начале 1980-х годов, обучение пользованию счётами было исключено в СССР из школьной программы.

## Система мысленных вычислений на абаке
Система мысленных вычислений на абаке — это система, в которой пользователи мысленно визуализируют абак для выполнения арифметических вычислений. Физически абак не используются; манипуляции с абаком производятся мысленно. Таким образом можно производить расчёты с большой скоростью. Например, в соревновании Flash Anzan на Всеяпонском чемпионате по соробану чемпион Такео Сасано сумел сложить пятнадцать трёхзначных чисел всего за 1,7 секунды.

## Галерея абаков эпохи Возрождения

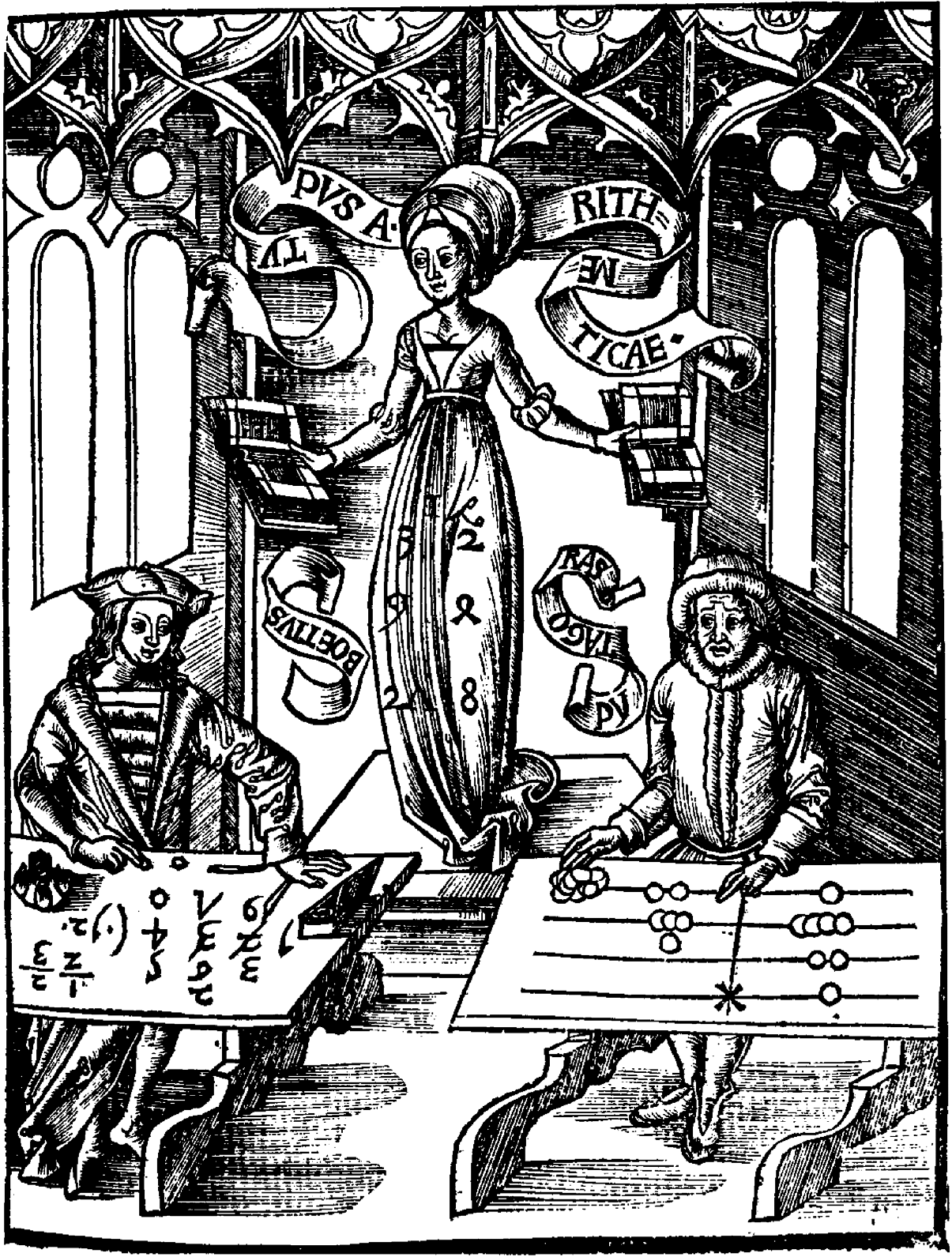
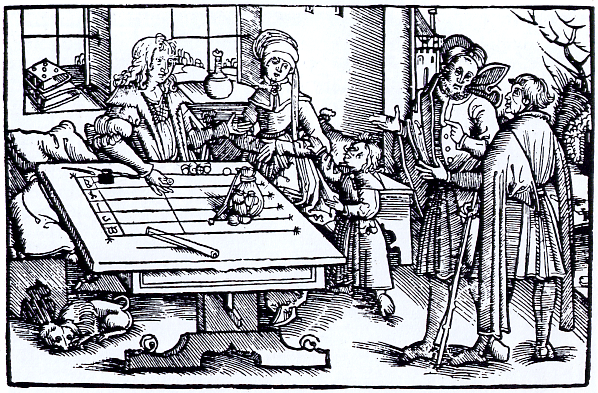
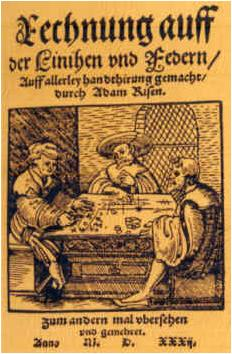
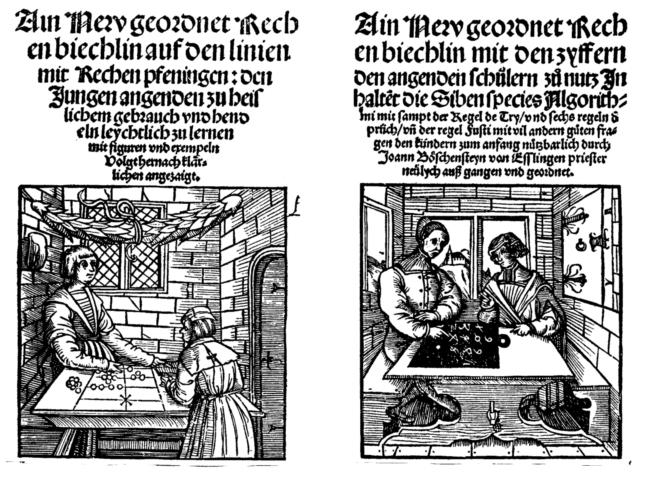
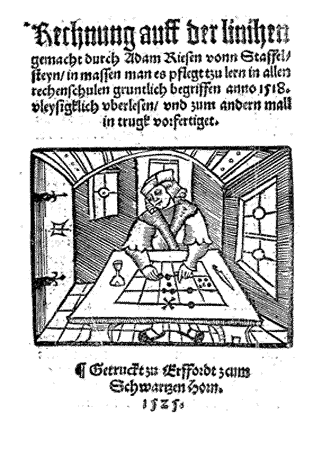
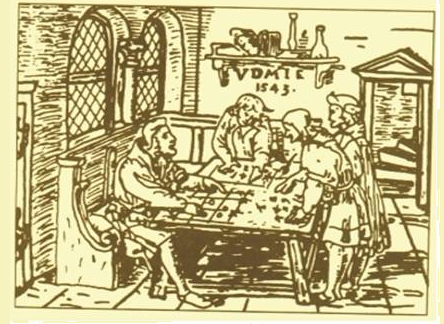
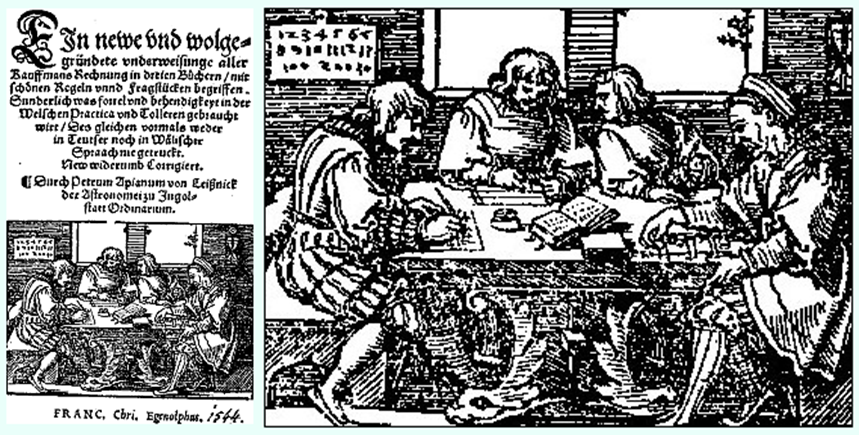
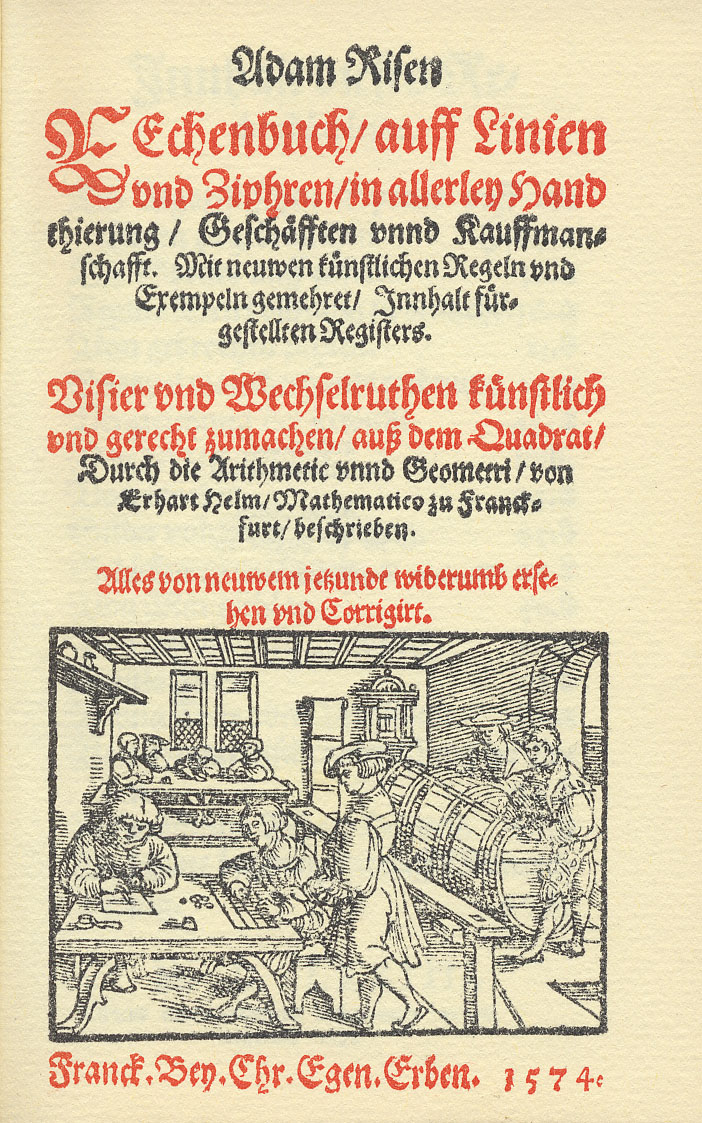
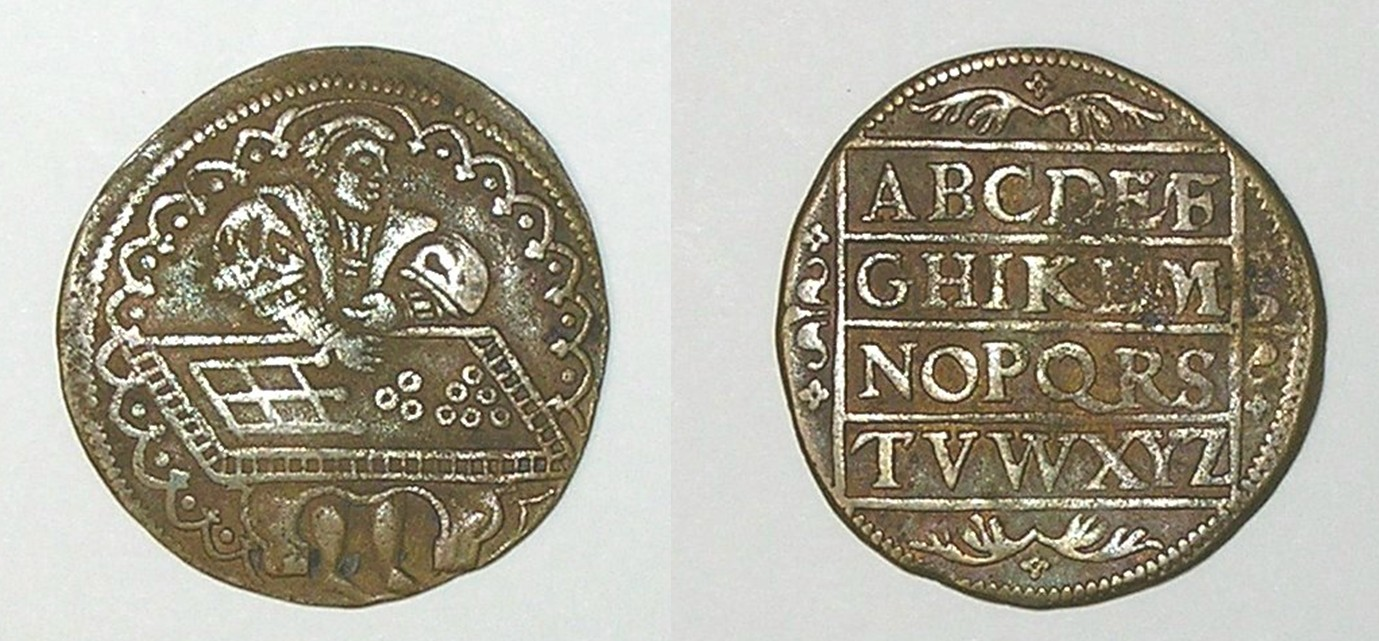